# Eyre Lacuna
L'Eyre Lacuna è una struttura geologica della superficie di Titano.